# Bernhard Matthiass

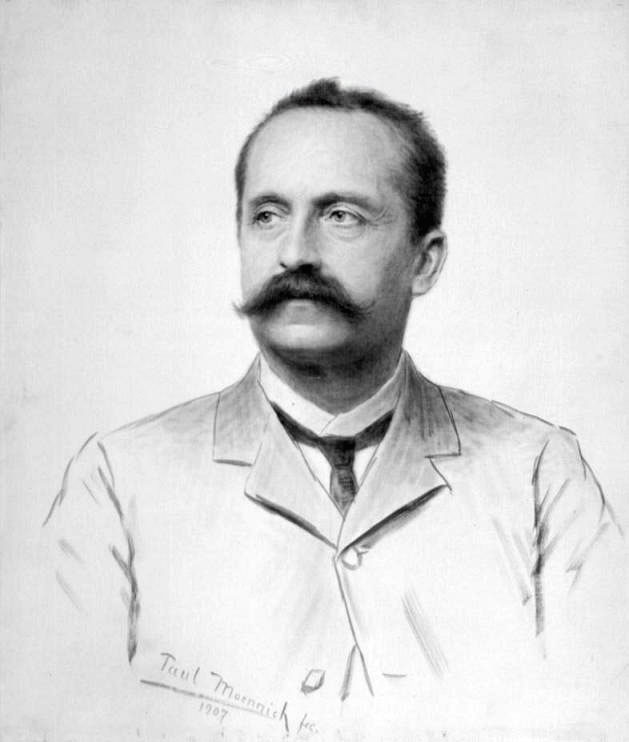
Bernhard Matthiaß, Ölzeichnung von Paul Moennich

Bernhard Matthiass; auch Bernhard Matthiaß (* 26. Mai 1855 in Loppow im Kreis Landsberg/Warthe; † 21. April 1918 in Dessau) war ein deutscher Jurist und Professor der Rechte.

## Leben
Bernhard Eugen Cäsar Matthiaß besuchte das Gymnasium in Potsdam und studierte Jura in Berlin, Würzburg und Göttingen. Er wurde 1881 in Würzburg promoviert und im folgenden Jahr in Göttingen habilitiert. Im Oktober 1895 wurde Matthiaß in Rostock zum Professor ernannt und hielt Vorlesungen zum gemeinen Recht, zur Rechtsgeschichte unter Einbeziehung exegetischer Übungen und zum Zivilprozeßrecht. Ein Jahr später wurde er dort Professor für römisches und bürgerliches Recht. Einmal wurde Matthiaß zum Rektor der Universität gewählt.
Zusammen mit Friedrich Heinrich Geffcken gab Matthiaß die "Rostocker Wissenschaftlichen Studien" heraus. Er war Mitglied des Deutschen Flottenvereins und hielt in mecklenburgischen Städten Vorträge zur Flottenpolitik des Deutschen Reiches. 1916 ließ er sich wegen gesundheitlicher Probleme emeritieren und zog bald darauf zu seiner in Dessau verheirateten Tochter, wo er 1918 verstarb.